# 678 Фредґундіс
678 Фредґундіс (678 Fredegundis) — астероїд головного поясу, відкритий 22 січня 1909 року.
Тіссеранів параметр щодо Юпітера — 3,386.